# Monoicomyces nigrescens
Monoicomyces nigrescens Thaxt. – gatunek grzybów z rzędu owadorostowców (Laboulbeniales). Pasożyt owadów.

## Systematyka i nazewnictwo
Pozycja w klasyfikacji według Index Fungorum: Monoicomyces, Laboulbeniaceae, Laboulbeniales, Laboulbeniomycetidae, Laboulbeniomycetes, Pezizomycotina, Ascomycota, Fungi.
Gatunek ten po raz pierwszy opisał Roland Thaxter w 1902 r. na odwłoku owadów z rodzajów Calodera i Tachyusa w USA.

## Charakterystyka
Grzyb entomopatogeniczny, pasożyt zewnętrzny owadów. Nie powoduje ich śmierci i wyrządza im niewielkie szkody. W Polsce Tomasz Majewski w 1994 i 2003 r. opisał jego występowanie na chrząszczach z rodziny kusakowatych (Staphylinidae): Atheta celata, Atheta nigra, Atheta parvula, Atheta sardidula i falagria nigra.